# Alineament d'I Stantari
L'Alineament d'I Stantari és un alineament megalític, que consta de cinquanta-cinc monòlits, entre ells estàtues menhirs, situat en l'altiplà de Cauria, comuna de Sartena, a l'illa de Còrsega.

## Història
El lloc s'esmenta ja a la fi del segle xix, però les descripcions de l'època se centren en el dolmen proper de Fontanaccia i les alineacions només es descriuen breument. Prosper Mérimée, en Notes d'un voyage en Corse publicades el 1840, enumera nou stantare, cinc de les quals segueixen dempeus. Amb el nom d'alineament, Adrien de Mortillet esmenta «set menhirs, que fan de 1,30 m a 3 m d'alçada, disposats en una línia recta. Només 4 en resten dempeus; els altres 3 estan tombats». Cap autor esmenta escultures en aquests menhirs fins a juliol del 1964, quan Roger Grosjean identificà la part posterior del cap d'una estàtua menhir en un mur de tancament proper, i feu una excavació completa del jaciment. Grosjean hi va descobrir vint-i-dos monòlits, set estàtues menhirs que va denominar Cauria I a VII, i quinze menhirs. Al final de l'excavació, les pedres van ser redreçades in situ. El 2002, s'hi feu una nova campanya d'excavacions.
Fou qualificat com a Monument històric per decret de 28 de febrer de 1975  amb l'alineament veí de Rinaghju.

## Descripció del jaciment
El jaciment conté cinquanta-cinc monòlits, entre aquests vint-i-tres pedres alçades («dues estàtues menhirs i vint-i-un menhirs esteles») col·locats en tres fileres rectes: dues d'orientades de nord a sud al nord-est del jaciment i una altra orientada de nord-est a sud-oest, les pedres del qual es troben ara en el sector sud-oest del jaciment. Es creu que el jaciment va passar per cinc fases diferents d'ocupació.
Una primera fase està testificada del Neolític mitjà. Correspon al descobriment d'unes poques eines lítiques (ascles de sílex, quars i obsidiana), fragments de ceràmica molt erosionats, boletes d'argila cuita i carbó de fusta. En una segona fase, atribuïda al final del Neolític o a la primeria de l'edat del bronze, s'hi erigí una primera filera de monòlits, que es correspon a la filera actual orientada al nord-est/sud-oest. Les pedres estan ben conservades, però no tenen pas figures ni atributs. En una tercera fase, es col·locaren les dues alineacions nord-sud. L'alineació més occidental només té menhirs esteles i estàtues menhirs i no seria tan rectilínia com la restauració actual, feta per Grosjean. Les alineacions s'acabaren amb elements de tipus terrassa o podi, inclosa una estructura de blocs davant de l'alineació principal. El material arqueològic corresponent conté una petita quantitat de vaixella fina atribuïda a l'edat del bronze final. La datació amb radiocarboni indica un període entre el 1415 i el 880 abans de la nostra era compatible amb les armes representades en les estàtues. Correspon a l'apogeu del jaciment. La quarta fase marca la destrucció del jaciment, tant humana com natural. S'hi ha trobat gran quantitat de carbó vegetal en aquesta fase i s'ha datat per radiocarboni d'entre el 200 i el 50 abans de la nostra era, l'època de la conquesta romana. Durant la cinquena i darrera fase, el jaciment s'abandonà i algunes pedres es reutilitzaren en tanques.

## Les estàtues menhirs
Tot i haver sofert erosió, les estàtues menhirs Cauria II i IV són les més decorades del grup d'estàtues menhirs de Còrsega. La silueta n'és d'estil fàl·lic. El rostre, en relleu, és clarament visible. El cap és voltat amb cúpules laterals sobre les temples. Per comparació amb les figuretes trobades a Sardenya, Roger Grosjean suggereix que representen un casc en forma de bol adornat amb banyes. Les escultures tenen braços i mans. Duen una espasa llarga, esculpida en relleu, suspesa d'un arnés al voltant del coll. A l'esquena, els omòplats i la columna vertebral estan representats en relleu.
L'estàtua menhir Cauria VIII es conserva al Museu de Sartene.
Una galleda impregnada d'hematites descobert en el jaciment indica que les pedres estaven pintades amb ocre roig.